# Haplophragmoididae
Haplophragmoididae es una familia de foraminíferos bentónicos de la superfamilia Lituoloidea, del suborden Lituolina y del orden Lituolida. Su rango cronoestratigráfico abarca desde el Triásico superior hasta la Actualidad.

## Discusión
Clasificaciones previas incluían Haplophragmoididae en el suborden Textulariina del orden Textulariida, o en el orden Lituolida sin diferenciar el suborden Lituolina.

## Clasificación
Haplophragmoididae incluye a los siguientes géneros:
- Ammosiphonia †
- Apostrophoides †
- Asanospira †
- Buzasina
- Evolutinella †
- Gobbettia
- Haplophragmoides
- Involutarena
- Labrospira
- Trematophragmoides
- Trochamminita
- Unitendina †
- Veleroninoides

Otros géneros asignados a Haplophragmoididae y clasificados actualmente en otras familias son:
- Cribrostomellus, ahora en la familia Recurvoidinae
- Cribrostomoides, ahora en la familia Recurvoidinae
- Debarina †, ahora en la familia Debarinidae
- Reticulophragmoides, ahora en la familia Cyclamminidae

Otros géneros considerados en Haplophragmoididae son:
- Carteriella †
- Cystamminella, aceptado como Buzasina
- Linguaferina, aceptado como Haplophragmoides
- Loculorbis, aceptado como Evolutinella
- Pauciloculina, aceptado como Haplophragmoides
- Pseudohaplophragmoides, aceptado como Haplophragmoides
- Robulammina, aceptado como Haplophragmoides
- Schleiferella, aceptado como Evolutinella
- Subtilina, aceptado como Haplophragmoides